# Rosse mergelsluiptimalia
De rosse mergelsluiptimalia (Gypsophila calcicola) is een zangvogel uit de familie Pellorneidae. De soort werd eerder als ondersoort van de (gewone) mergelsluiptimalia (G. crispifrons) opgevat.

## Verspreiding en leefgebied
De vogel komt voor in een klein gebied met laaglandbossen in centraal Thailand.

## Status
De grootte van de populatie is in 2021 geschat op 2500-4000 volwassen vogels. Het verspreidingsgebied is klein en de soort gaat achteruit door habitatverlies als gevolg van kalksteenwinning. Op de Rode lijst van de IUCN heeft deze soort daarom de status kwetsbaar.